# Жировицкая икона Божией Матери
Жиро́вицкая, или Жиро́вичская ико́на Бо́жией Ма́тери — икона Богородицы, явившаяся в Жировичах (Слонимский район, Гродненская область, Белоруссия). Почитается чудотворной в Православной церкви и Католической церкви (включая Белорусскую грекокатолическую церковь). Одна из наиболее почитаемых святынь в Белоруссии. Праздник иконы 7 (20) мая. На месте явления иконы стоит Свято-Успенский Жировичский монастырь. Относится к белорусской иконописной школе.

## Описание иконы
Икона округлой овальной формы, вырезана на яшме, и размером 5,7×4,1×0,8 см подобна камее или нагрудной иконке. Является самой малой по своим размерам из почитаемых икон Богородицы. Образ Богоматери с Младенцем представлен в невысоком рельефе на овальной яшмовой пластине с небольшим сужением кверху; оборот иконы гладкий. Оттенки самой яшмы зелёного и тёмно-красного цветов. Смешение этих цветов оптически создаёт впечатление охристого цвета. Икона из яшмы подвергалась реставрации: расколовшаяся на части, была склеена воском. Ранее на иконе была надпись: «Честнейшую Херувим и славнейшую без сравнения Серафим, без истления Бога Слова рождшую» (не сохранилась). Богоматерь на иконе представлена с Младенцем Христом на правой руке, левую руку держит у груди, Её непокрытая голова сильно склонена вправо и прикасается к голове Сына. Младенец в коротком хитоне, который оставляет открытыми согнутые колени, изображён прильнувшим к Матери, правая рука направлена к Ней, голова запрокинута. Нимбы имеют эллипсовидную форму; на мафории Божией Матери динамичные складки; различимы традиционные для данного вида икон греческие буквы в обозначении Их имён.
Среди белорусских чудотворных икон Жировичская является единственной, выполненной в плоском рельефе на камне. Жировичская икона относится к иконографическому типу Елеуса (Умиление), отражающему идею о богоматеринском заступничестве.

## История иконы

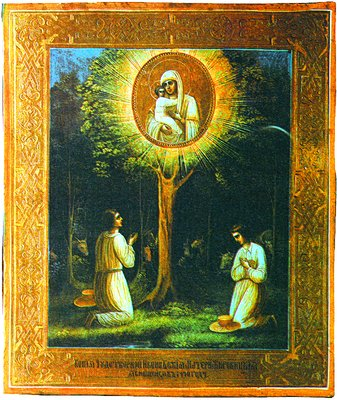
Обретение Жировицкой иконы

Согласно церковной традиции, икона явилась в 1470 году близ деревни Жировичи (Слонимский район, Гродненская область). В лесу, который тогда принадлежал православному литовскому вельможе Александру Солтану, дети-пастухи увидали необыкновенно яркий свет, проникавший сквозь ветви грушевого дерева, стоявшего над ручьем под горой. Ребята подошли поближе и увидали на дереве небольшую икону Божией Матери в лучезарном сиянии. Пастушки с благоговением взяли иконку и отнесли к своему хозяину — Александру Солтану. Тот запер её в ларец. На следующий день к Солтану пришли гости, и хозяин захотел показать им эту чудную находку, но, к своему удивлению, он не обнаружил иконы в ларце. Через некоторое время пастушки вновь обнаружили икону на том же месте, где и в первый раз, и опять отнесли её Солтану. Солтан дал обет соорудить на месте явления церковь в честь Пресвятой Богородицы.
Вокруг деревянного храма вскоре образовалось селение и появился приход. Около 1520 года храм сгорел, несмотря на усилия жителей потушить пожар и спасти икону. Все прихожане думали, что она погибла. Но однажды крестьянские дети, возвращаясь из школы, увидали чудное явление: Дева, необыкновенной красоты, в лучезарном сиянии, сидела на камне у сгоревшего храма, а в руках у Неё была икона, которую все уже считали сгоревшей. Дети поспешили вернуться и рассказать о видении родным и знакомым. Все приняли этот рассказ о видении за Божественное откровение и вместе со священником отправились к горе. На камне, возле зажжённой свечи, стояла Жировицкая икона Божией Матери, причём, нисколько не пострадавшая от огня. На какое-то время икону поставили в доме священника местного прихода, а сам камень огородили.
Впоследствии, в начале XVI века, при этом храме возник православный мужской монастырь. Внук Солтана Иван Александрович начал строительство каменного храма. Однако строительство неожиданно было остановлено в связи с передачей Жировичей под заклад кобринскому еврею Ицхаку Михелевичу и переходом наследников рода Солтанов в протестантизм. В 1605 хозяином Жировичей стал мстиславский каштелян Иван Мелешко, принявший униатство. Первым игуменом базилианского мужского Жировичского монастыря стал Иосафат (Кунцевич), будущий униатский архиепископ полоцкий. Когда построили новый каменный храм, туда поставили чудотворную икону. Монастырь вскоре получил широкую известность благодаря чудотворной иконе Богоматери. В 1609 году монастырь перешёл к грекокатоликам и находился в их руках до 1839 года.
Когда в июне 1660 года войска гетмана литовского Павла Сапеги и Стефана Чарницкого победили под Полонкой, победа была приписана чудотворному покровительству Божией Матери, особо почитаемой в Жировичах.
В XVIII веке слава Жировичской иконы возросла в связи с открытием в Риме копии иконы. В 1718 году в римской базилианской резиденции начался ремонт, при котором в сакристии обнаружили написанную на стене фреску-копию Жировичской иконы. В 1719 году фреска была отреставрирована художником Лоренцо Грамичча (да Кава), учеником римского художника В. Ломберти; выполнена её живописная копия, и послана в Жировичи (исчезла, вероятно, во время первой мировой войны). Получивший от римского образа исцеление Михаил Загорский (подстолий мстиславский), пожертвовал серебряную ризу и венцы. 13 сентября 1730 года состоялось перенесение фрески в главный алтарь придела во имя Жировицкой иконы Божией Матери — придел во имя мучеников Сергия и Вакха.
В 1726 году постановлением папского капитула, исследовавшего более 200 чудес Жировицкой иконы, было утверждено решение о её коронации, состоявшейся 8 сентября 1730 года. При самой коронации иконы присутствовало 38 тысяч верующих. 

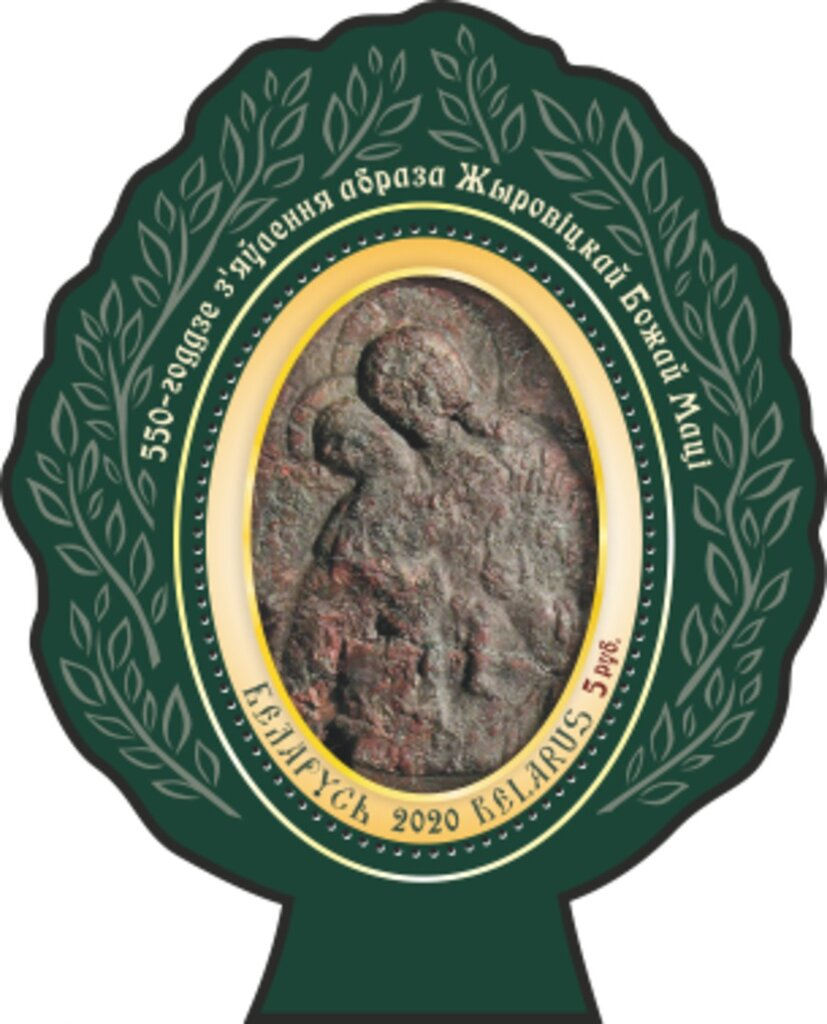
550-летие явления иконы Жировичской Божией Матери на почтовом блоке Республики Беларусь 2020 года

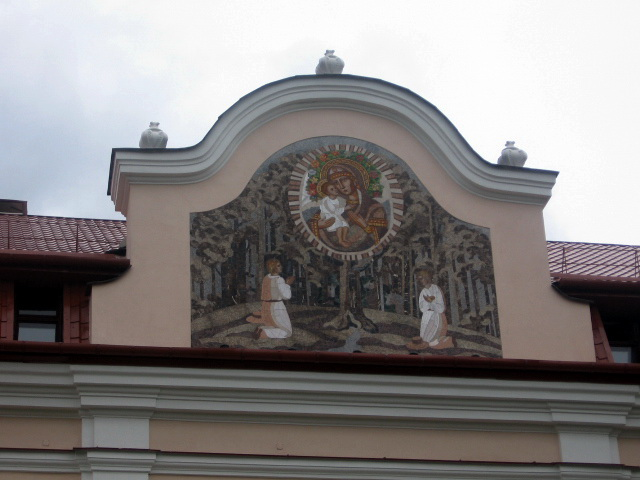
Жировицкая икона на фронтоне монастыря, с изображением молящихся пастушков

Успенский храм декорировали семью большими овальными живописными композициями с изображением чудес Жировицкой иконы. 2 золотые короны (изготовленные в Риме трудами прокуратора ордена василиан Бенедикта Трулевича и освященные папой Бенедиктом XIII), возложил на икону униатский Киевский митрополит Афанасий Шептицкий, в сослужении епископов Владимирско-Брестского Феофила Годембы-Годебского и Турово-Пинского Георгия Булгака. Расходы, связанные непосредственно с самой коронацией, взяла на себя княгиня Анна Радзивилл, мать папского посла, доставившего короны для Жировицкой иконы.
Всё это время Жировицкая икона Божией Матери пользовалась почитанием католиков. В XVIII веке к Жировичской иконе приезжали король Речи Посполитой Август III и последний король Польши Станислав Август Понятовский и молился перед ней.
В 1839 году монастырь был возвращён православным и стал первым местом восстановления православного богослужения в западнорусском крае. Но слава Жировичской иконы не угасла. Свидетельством этого является многочисленная литература и песнопения, прославляющие чудеса, происходящие от Жировичской иконы Божией Матери.
Во время Первой мировой войны, в 1915 году, Жировицкую икону Божией Матери, в серебряном окладе и с другими ценностями, перевезли в Москву, в собор Покрова Пресвятой Богородицы на Рву, после его закрытия — в Екатерины великомученицы мужской монастырь в городе Видное Московской области.
В январе 1922 г., стараниями жировицкого архимандрита Тихона Шарапова, икона вновь была возвращена в Жировичи (по преданию, он вывез её в банке с вареньем), но уже без оклада. Монахи Почаевской в честь Успения Пресвятой Богородицы лавры выполнили для Жировицкой иконы киот в 1922 г., в котором образ хранился до 2008 г., пока не получил новый киот. В 1938 г. с Жировицкой иконой совершались многолюдные крестные ходы по городам и деревням Западной Белоруссии. Все собранные на пожертвания средства шли на ремонт Успенской церкви Жировицкого монастыря. Даже несмотря на все гонения со стороны польской, и, особенно, советской властей в 20-70-х годах XX века, паломничества к чудотворной Жировицкой иконе не прекращались.
В теплое время года икона находится в местном чине иконостаса Успенского собора Жировицкого монастыря, слева от Царских врат. 4 ноября в день памяти Казанской иконы Божией Матери икона переносится в нижнюю Никольскую церковь, под левый клирос, где пребывает зимой, на его место в Успенском храме ставится копия в киоте, выполненная из змеевика по размеру оригинала в 1994 году.
На месте явления иконы находится источник, выведенный в склеп Успенского собора монастыря.

«Помощи от Тебе требующие не презри, Владычице, и милосердия бездну отверзи всем притекающим к цельбоносной иконе Твоей. Печали наша житейская утоли, Всещедрая, и от юдоли сея плачевныя к радости вечней верныя Твоя престави Тебе бо вси стяжахом надежду и утверждение, милости источник, покров и спасение душ наших.»
— Тропарь, глас 2 

## В литературе и устных свидетельствах

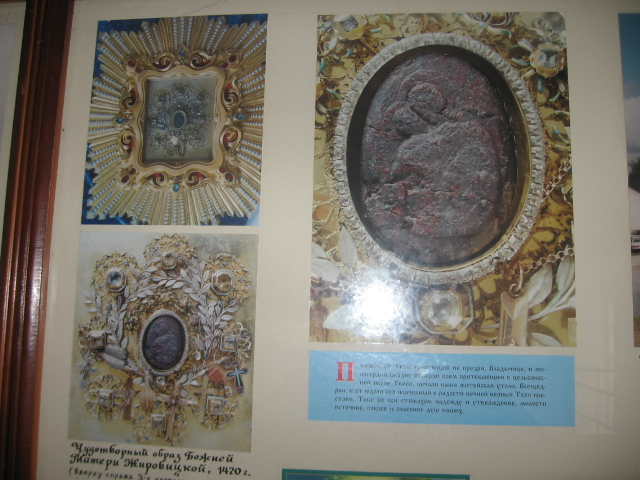
Стенд в храме монастыря

Первым известным письменным пересказом сказания о Жировицкой иконе является написанная не позднее июня 1621 года униатским жировичским монахом Феодосием на старобелорусском языке рассказа «Гистория або повесть людей розных, веры годных о образе чудовном пренасвятейшое девы Марии Жировицком в Повете Слонимском, вовсем згодливая, коротко выписанная и с немалою працою и старанием собранная през много грешного отца Федосия».
В 1622 году в Вильно издана и книга «История, или рассказы людей, достойных доверия о чудотворной иконе пречистой Девы Марии Жировичской». Книга переиздавалась в Вильно в 1625, 1628, в Супрасле в 1629, 1653, 1714. В 1639 издана «История о чудотворной иконе жировичской Девы Марии». В 1644 два дня в Жировичах провел король Речи Посполитой Владислав IV с женой Цецилией Ренатой. В этом же году издана и новая книга о жировичской иконе ― А. Дубовича «Связь земных планет». В 1719 в Риме вышла книга ксендза Игнатия Володько «Пресвятая Дева Жировичская», в 1729 книга каноника Изидора Нарди «Исторические известия о копии иконы Девы Жировичской». Во второй половине XVIII выходит ещё несколько книг об иконе. В настоящее время библиография весьма обширна.

## Голографическая копия
В июле 2013 года белорусскими учёными-голографистами была записана голографическая копия Жировицкой иконы Божией матери. Работа проводилась по благословению епископа Новогрудского и Лидского Гурия, наместника Свято-Успенского Жировичского ставропигиального мужского монастыря